# Rehmannia
 (février 2023).
La mise en forme du texte ne suit pas les recommandations de Wikipédia : il faut le « wikifier ».
Les points d'amélioration suivants sont les cas les plus fréquents. Le détail des points à revoir est peut-être précisé sur la page de discussion.
- Les titres sont pré-formatés par le logiciel. Ils ne sont ni en capitales, ni en gras.
- Le texte ne doit pas être écrit en capitales (les noms de famille non plus), ni en gras, ni en italique, ni en « petit »…
- Le gras n'est utilisé que pour surligner le titre de l'article dans l'introduction, une seule fois.
- L'italique est rarement utilisé : mots en langue étrangère, titres d'œuvres, noms de bateaux, etc.
- Les citations ne sont pas en italique mais en corps de texte normal. Elles sont entourées par des guillemets français : « et ».
- Les listes à puces sont à éviter, des paragraphes rédigés étant largement préférés. Les tableaux sont à réserver à la présentation de données structurées (résultats, etc.).
- Les appels de note de bas de page (petits chiffres en exposant, introduits par l'outil «  Source ») sont à placer entre la fin de phrase et le point final[comme ça].
- Les liens internes (vers d'autres articles de Wikipédia) sont à choisir avec parcimonie. Créez des liens vers des articles approfondissant le sujet. Les termes génériques sans rapport avec le sujet sont à éviter, ainsi que les répétitions de liens vers un même terme.
- Les liens externes sont à placer uniquement dans une section « Liens externes », à la fin de l'article. Ces liens sont à choisir avec parcimonie suivant les règles définies. Si un lien sert de source à l'article, son insertion dans le texte est à faire par les notes de bas de page.
- La présentation des références doit suivre les conventions bibliographiques. Il est recommandé d'utiliser les modèles {{Ouvrage}}, {{Chapitre}}, {{Article}}, {{Lien web}} et/ou {{Bibliographie}}. Le mode d'édition visuel peut mettre en forme automatiquement les références.
- Insérer une infobox (cadre d'informations à droite) n'est pas obligatoire pour parachever la mise en page.

Pour une aide détaillée, merci de consulter Aide:Wikification.
Si vous pensez que ces points ont été résolus, vous pouvez retirer ce bandeau et améliorer la mise en forme d'un autre article.
Genre
Rehmannia est un genre de sept espèces de plantes à fleurs de l'ordre des Lamiales et de la famille des Orobanchaceae, que l'on trouve uniquement en Chine. Il a été placé comme le seul membre de la tribu monotypique Rehmannieae,, mais les études phylogénétiques moléculaires suggèrent qu'il forme un clade avec Triaenophora . Contrairement à l'immense majorité des taxons d'Orobanchaceae, Rehmannia n'est pas parasitaire.

## Systématique

### Étymologie
Rehmannia est nommé en hommage à Joseph Rehmann (1788–1831), médecin à Saint-Pétersbourg.

#### Homonymie
Le nom Rehmannia a également été donné à un genre d'ammonites jurassiques de la famille des Reineckeidae.

### Classification
Dans certaines classifications plus anciennes, le genre a été inclus dans la famille Scrophulariaceae ou Gesneriaceae. Le placement actuel du genre n'est ni dans les scrophulariaceae s.s. ni dans les plantaginacées sl (auxquels de nombreux autres anciens Scrophulariaceae ont été transférés). Des études moléculaires antérieures ont suggéré que ses parents les plus proches étaient les genres Lancea et Mazus, qui ont été inclus dans Phrymaceae. Par la suite, il a été découvert que Rehmannia se regroupe avec Triaenophora, et les deux taxons forment conjointement le groupe frère de Lindenbergia et des Orobanchaceae parasites. Une classification de 2016 des plantes à fleurs, le système APG IV a élargi les Orobanchaceae pour inclure Rehmannia, ce qui en fait l'un des rares genres de la famille, avec Lindenbergia, à ne pas être parasitaire.

### Liste des espèces
Depuis mars 2022, Plants of the World Online compte six espèces :
- Rehmannia chingii HLLi
- Rehmannia chrysantha MHLi & CHZhang
- Rehmannia glutinosa (Gaertn. ) CC.
- Rehmannia henryi NEBr.
- Rehmannia japonica (Thunb. ) Makino
- Rehmannia piasezki Maxim.
- Rehmannia solanifolia PCTsoong & TLChin

## Utilisations
Parfois connues sous le nom de digitale chinoise en raison de leur ressemblance visuelle avec le genre Digitalis, les espèces de Rehmannia sont des herbes vivaces. Les plantes ont de grandes fleurs et sont cultivées comme plantes de jardin ornementales en Europe et en Amérique du Nord, et sont utilisées en médecine en Asie.

### Médecine Chinoise Traditionnelle
Connu sous le nom de dìhuáng (地黄) ou gān dìhuáng (干地黄) en chinois, R. glutinosa est utilisé comme herbe médicinale pour de nombreuses conditions (traitement du diabète, de l'insuffisance rénale, de l'ostéoporose et de la dysménorrhée) dans les formulations traditionnelles chinoises.
C'est l'ingrédient principal d'un mélange appelé si wu tang (décoction de quatre substances) avec Dang gui, la pivoine chinoise (bai shao yao) et Ligusticum striatum (chuan xiong) qui est considéré comme un médicament fondamental pour favoriser la fabrication d'hémoglobine.
Lorsque deux ingrédients, la pêche (tao ren) et le carthame (hong hua), sont ajoutés, cela s'appelle tao hong si wu tang (décoction de quatre substances avec noyau de pêche et carthame), qui est utilisé en MTC pour la fatigue.

## Propriétés et constituants chimiques
Rehmannia contient des composés, tels que le catalpol, un glycoside iridoïde.
Radix Rehmanniae aurait une variété d'activités pharmacologiques, telles que l'hémostase, l'antioxydation, le traitement de l'ostéoporose, l'abaissement de la glycémie, l'abaissement de la tension artérielle, la protection des cardiomyocytes, la protection de la fonction pulmonaire, la protection du foie, l'amélioration de la fonction rénale, l'anti-inflammation, l'anti-allergie, améliorant l'immunité, protégeant les nerfs, anti-dépression et anti-anxiété,.